# Pseudomaenas maculipennis
Pseudomaenas maculipennis är en fjärilsart som beskrevs av Hans Daniel Johan Wallengren 1865. Pseudomaenas maculipennis ingår i släktet Pseudomaenas och familjen mätare. Inga underarter finns listade.